# Георг II (Мюнстерберг-Оелс)
Георг II фон Мюнстерберг-Оелс (на немски: Georg II von Münsterberg „der Jüngere“; Georg II. von Podiebrad; Georg II. von Münsterberg-Oels; на чешки: Jiří II z Minstrberka; * 30 април 1512, Оелс/Олешница; † 13 януари 1553, Оелс/Олешница) от бохемския род Подебради, е херцог на Мюнстерберг и на Оелс/Олешница в Силезия (1536 – 1542), също има титлата граф фон Глац/Клодзко.

## Биография
Той е най-малкият син на херцог Карл I фон Мюнстерберг-Оелс (1476 – 1536) и съпругата му Анна от Силезия-Саган (1483 – 1541) от род Пясти, дъщеря на херцог Йохан II/Ян II (1435 – 1504) и Катарина от Тропау (1443 –1505).
След смъртта на баща му Карл I през 1536 г. Георг управлява заедно с тримата си по-големи братя Йоахим (1503 – 1562), Хайнрих II (1507 – 1548) и Йохан (1509 – 1565). През 1542 г. братята залагат финансово задълженото Херцогство Мюнстерберг на чичо им Фридрих II от Легница. Същата година останалите собствености се разделят: Йохан продължава управлението в Херцогство Оелс, Хайнрих II получава Херцогство Бернщат, Йоахим, най-възрастният брат, трябва да стане епископ на Бранденбург.
Георг се жени за фрайин Елизабет Костка фон Поступиц (на чешки: Elisabeth Kostkova z Postupic; † 1553 ?), вдовица на фрайхер Карл фон Валдщайн цу Клайн-Скал, дъщеря на фрайхер Вилхелм Костка фон Поступиц и съпругата му Агнес Врбик фон Тисмиц. Бракът е бездетен.
Той умира на 3 януари 1553 г. на 41 години в Оелс/Олешница и е погребан там в дворцовата църква.